# Équipe cycliste Pepsi-Cola (1987-1989)
Pour les autres équipes sponsorisées par Pepsi-Cola, voir Équipe cycliste Pepsi-Cola .
Pepsi-Cola est une équipe cycliste professionnelle américaine puis italienne créée en 1987 et disparue à l'issue de la saison 1989. Elle portait le nom de Pepsi-Cola-Alba Cucine en 1987 et 1989 et de Pepsi-Cola-Fanini-FNT en 1988. L'équipe participe au Tour d'Italie 1989, sans toutefois y remporter d'étapes. Roberto Gaggioli remporte le CoreStates USPRO Championships en 1988 et Mauro-Antonio Santaromita le Tour du Trentin en 1989.